# Rashard Lewis
Rashard Quovon Lewis (Pineville, 8 de agosto de 1979) é um ex-basquetebolista profissional norte-americano que atuava como ala na National Basketball Association (NBA).

## Estatísticas

### Temporada regular
| Ano      | Equipe     | PJ   | PT  | MPP  | %TC  | %3P  | %TL  | RPP | APP | ROB | TPP | PPP  |
| -------- | ---------- | ---- | --- | ---- | ---- | ---- | ---- | --- | --- | --- | --- | ---- |
| 1998–99  | Seattle    | 20   | 7   | 7.3  | .365 | .167 | .571 | 1.3 | 0.2 | 0.4 | 0.1 | 2.4  |
| 1999–00  | Seattle    | 82   | 8   | 19.2 | .486 | .333 | .683 | 4.1 | 0.9 | 0.8 | 0.4 | 8.2  |
| 2000–01  | Seattle    | 78   | 78  | 34.9 | .480 | .432 | .826 | 6.9 | 1.6 | 1.2 | 0.6 | 14.8 |
| 2001–02  | Seattle    | 71   | 70  | 36.4 | .468 | .389 | .810 | 7.0 | 1.7 | 1.5 | 0.6 | 16.8 |
| 2002–03  | Seattle    | 77   | 77  | 39.5 | .452 | .346 | .820 | 6.5 | 1.7 | 1.3 | 0.4 | 18.1 |
| 2003–04  | Seattle    | 80   | 80  | 36.6 | .435 | .376 | .763 | 6.5 | 2.2 | 1.2 | 0.7 | 17.8 |
| 2004–05  | Seattle    | 71   | 71  | 38.0 | .462 | .400 | .777 | 5.5 | 1.3 | 1.1 | 0.9 | 20.5 |
| 2005–06  | Seattle    | 78   | 77  | 36.9 | .467 | .384 | .818 | 5.0 | 2.3 | 1.3 | 0.6 | 20.1 |
| 2006–07  | Seattle    | 60   | 60  | 39.1 | .461 | .390 | .841 | 6.6 | 2.4 | 1.1 | 0.6 | 22.4 |
| 2007–08  | Orlando    | 81   | 81  | 38.0 | .455 | .409 | .838 | 5.4 | 2.4 | 1.2 | 0.5 | 18.2 |
| 2008–09  | Orlando    | 79   | 79  | 36.2 | .439 | .397 | .836 | 5.7 | 2.6 | 1.0 | 0.6 | 17.7 |
| 2009–10  | Orlando    | 72   | 72  | 32.9 | .435 | .397 | .806 | 4.4 | 1.5 | 1.1 | 0.4 | 14.1 |
| 2010–11  | Orlando    | 25   | 25  | 32.4 | .419 | .367 | .756 | 4.2 | 1.2 | 0.9 | 0.4 | 12.2 |
| 2010–11  | Washington | 32   | 27  | 31.7 | .446 | .347 | .843 | 5.8 | 2.0 | 0.9 | 0.6 | 11.4 |
| 2011–12  | Washington | 28   | 15  | 26.0 | .385 | .239 | .838 | 3.9 | 1.0 | 0.8 | 0.4 | 7.8  |
| 2012–13  | Miami      | 55   | 9   | 14.4 | .414 | .389 | .622 | 2.2 | 0.5 | 0.4 | 0.3 | 5.2  |
| 2013–14  | Miami      | 60   | 6   | 16.2 | .415 | .343 | .788 | 1.8 | 1.0 | 0.9 | 0.1 | 4.5  |
| Total    | Total      | 1049 | 842 | 32.0 | .452 | .386 | .805 | 5.2 | 1.7 | 1.1 | 0.5 | 14.9 |
| All-Star | All-Star   | 2    | 0   | 17.5 | .308 | .167 | .500 | 5.0 | 0.5 | 0.5 | 0.0 | 5.0  |

### Playoffs
| Ano   | Equipe  | PJ | PT | MPP  | %TC  | %3P  | %TL   | RPP | APP | ROB | TPP | PPP  |
| ----- | ------- | -- | -- | ---- | ---- | ---- | ----- | --- | --- | --- | --- | ---- |
| 2000  | Seattle | 5  | 5  | 31.4 | .441 | .474 | .800  | 6.2 | 0.6 | 1.0 | 0.6 | 15.4 |
| 2002  | Seattle | 3  | 2  | 26.3 | .375 | .167 | 1.000 | 3.7 | 0.7 | 0.3 | 0.0 | 12.7 |
| 2005  | Seattle | 8  | 8  | 39.0 | .406 | .200 | .880  | 5.4 | 1.6 | 0.4 | 0.4 | 16.9 |
| 2008  | Orlando | 10 | 10 | 41.7 | .436 | .309 | .821  | 7.2 | 3.4 | 1.1 | 0.5 | 19.5 |
| 2009  | Orlando | 24 | 24 | 41.1 | .448 | .394 | .784  | 6.4 | 2.9 | 1.0 | 0.5 | 19.0 |
| 2010  | Orlando | 14 | 14 | 36.6 | .462 | .373 | .800  | 5.6 | 2.3 | 1.1 | 0.7 | 12.9 |
| 2013  | Miami   | 11 | 0  | 4.3  | .400 | .000 | .500  | 0.6 | 0.4 | 0.2 | 0.2 | 1.5  |
| Total | Total   | 75 | 63 | 33.5 | .439 | .353 | .819  | 5.3 | 2.1 | 0.8 | 0.5 | 14.6 |